# Hans-Dieter Großmann
Hans-Dieter Großmann (* 5. März 1943) ist ein ehemaliger deutscher Fußballspieler, der in den 1960er Jahren für den SC Dynamo Berlin/BFC Dynamo in der DDR-Oberliga, der höchsten Spielklasse im DDR-Fußball aktiv war.

## Sportliche Laufbahn
Großmann kam zur Saison 1964/65 von der Ost-Berliner SG Dynamo Adlershof zum Oberligisten SC Dynamo Berlin, dessen Fußballsektion 1966 in den BFC Dynamo übergeleitet wurde. Bis zu seinem Ausscheiden nach der Saison 1969/70 bestritt er 16 Oberligaspiele, bei denen er vier Tore erzielte. Als der BFC 1967/68 nach seinem Abstieg aus der Oberliga für ein Jahr in der DDR-Liga spielen musste, kam Großmann nur in zwei Punktspielen zum Einsatz. Zwischen 1968 und 1970 wurde Großmann auch in der 2. Mannschaft in der DDR-Liga eingesetzt, wo er innerhalb von zwei Spielzeiten mit jeweils 30 Punktspielen 50 Begegnungen absolvierte und 24 Tore schoss. 1970/71 spielte Großmann mit der FSG Dynamo Frankfurt in der drittklassigen Bezirksliga und stieg mit ihr in die DDR-Liga auf. Anschließend wurde die FSG nach Fürstenwalde/Spree umgesetzt und trat dort als SG Dynamo Fürstenwalde auf. Mit ihr spielte Großmann bis zum Ende der Spielzeit 1975/76 und brachte es auf 102 DDR-Liga-Spiele und 26 Tore. Danach beendete er seine Laufbahn als Leistungssportler.